# Trematodesmus setiger
Trematodesmus setiger är en mångfotingart som beskrevs av Loomis 1936. Trematodesmus setiger ingår i släktet Trematodesmus och familjen Fuhrmannodesmidae. Inga underarter finns listade i Catalogue of Life.